# Monosexualitate
Monosexualitatea (monosexual) este o atracție romantică si sexuală către membrii unui singur sex sau gen. O persoană monosexuală se poate identifica ca heterosexuală sau homosexuală.  În discuțiile de orientare sexuală, termenul este utilizat în principal în contrast cu bisexualitatea sau pansexualitatea și diverse alte identități care includ sex sau neutru de gen.